# Music & Arts Program of America
Music & Arts Program of America ist ein unabhängiges amerikanisches Plattenlabel, das 1984 in Berkeley gegründet wurde und zunächst auf Jazz und Klassik spezialisiert war. Die Kurzform ist häufig Music & Arts. 
Das Label Music & Arts Program of America wurde von Frederick J. Maroth gegründet und ist der direkte Nachfolger der Educational Media Association of America, Inc., das ein gemeinnütziges Label war und sich an Sammler richtete, die an den Radiomitschnitten interessiert waren, die in Maroths Radiosendungen vorgestellt wurden. Music & Arts richtete sich an eine breitere Zielgruppe und begann zunächst mit Wiederveröffentlichungen von Aufnahmen klassischer Musik; von 1989 an publizierte es auch neue Einspielungen. 
Das Deutsche Rundfunkarchiv arbeitet mit dem Label zusammen, um dem Archiv vorliegende Mitschnitte, etwa von Wilhelm Furtwängler, Eugen Jochum, Walter Gieseking, Hans Hotter, Wilhelm Kempff oder Fritz Lehmann zu veröffentlichen.
Aus dem Jazzbereich erschienen beispielsweise Radio-Mitschnitte von Art Tatum, Nat King Cole und Duke Ellington; außerdem bisher über 70 Neuerscheinungen von Musikern des Avantgarde Jazz, wie u. a. Ran Blake, Anthony Braxton, Marilyn Crispell, Andrew Cyrille, Tim Cobb, Joe Fonda, Georg Gräwe (The View from Points West), Julius Hemphill, Gerry Hemingway, Larry Ochs, Ivo Perelman, Paul Plimley, John Rapson, Ernst Reijseger, Joe Rosenberg & Affinity, dem String Trio of New York und von Reggie Workman.

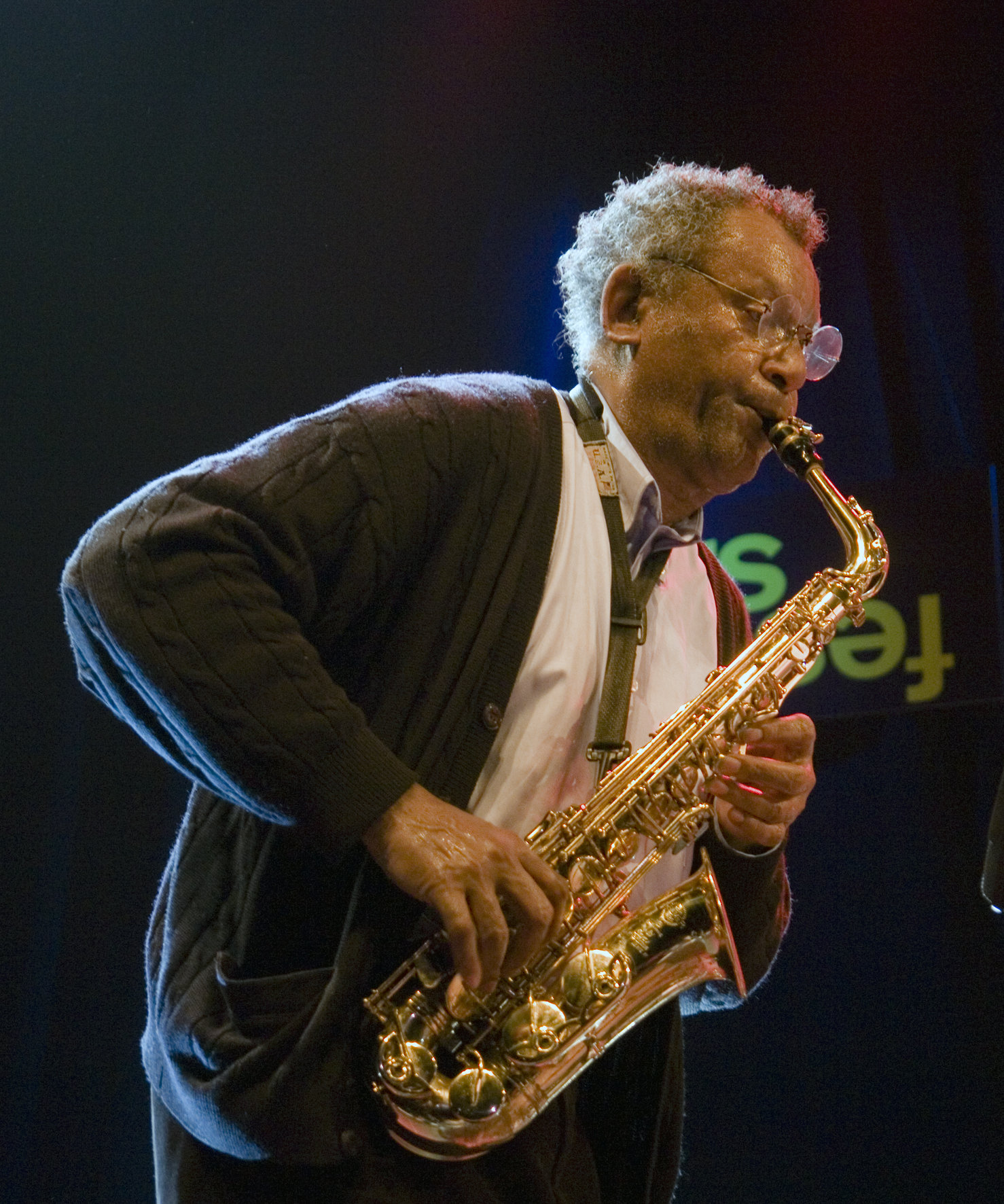
Anthony Braxton beim Jazzfestival Moers 26. Mai 2007

## Alben (Auswahl)
- Anthony Braxton: The Braxton Quartet Plays Twelve Braxton Compositions (1993)
- Marilyn Crispell: Contrasts – Live at Yoshi’s (1995)
- Duke Ellington Orchestra: Live at the 1957 Stratford Festival (1957)
- Georg Gräwe: Saturn Cycle (1994)
- Paul Plimley: Density of the Lovestruck Demons (1994)
- String Trio of New York: With Anthony Davis (1997)
- Art Tatum: The Standard Transcriptions (1935–45)